# Nava, Coahuila
Nava är en ort i Mexiko.   Den ligger i kommunen Nava och delstaten Coahuila, i den norra delen av landet, 1 000 km norr om huvudstaden Mexico City. Nava ligger 329 meter över havet och antalet invånare är 18 639.
Terrängen runt Nava är platt. Runt Nava är det mycket glesbefolkat, med 3 invånare per kvadratkilometer. Närmaste större samhälle är Allende, 12,1 km sydväst om Nava. Trakten runt Nava består i huvudsak av gräsmarker.